# Torre eléctrica
Una torre eléctrica o apoyo eléctrico (a veces denominada torreta o linea de tension) es una estructura de gran altura, normalmente construida en celosía de acero eléctrica o poste de luz. Se utilizan tanto en la distribución eléctrica de alta y baja tensión como en sistemas de corriente continua tales como la tracción ferroviaria. Pueden tener gran variedad de formas y tamaños en función del uso y del voltaje de la energía transportada. Los rangos normales de altura oscilan desde los 15 m hasta los 55 m, aunque a veces se pueden llegar a sobrepasar los 300 m. Además del acero pueden usarse otros materiales como son el hormigón y la madera.

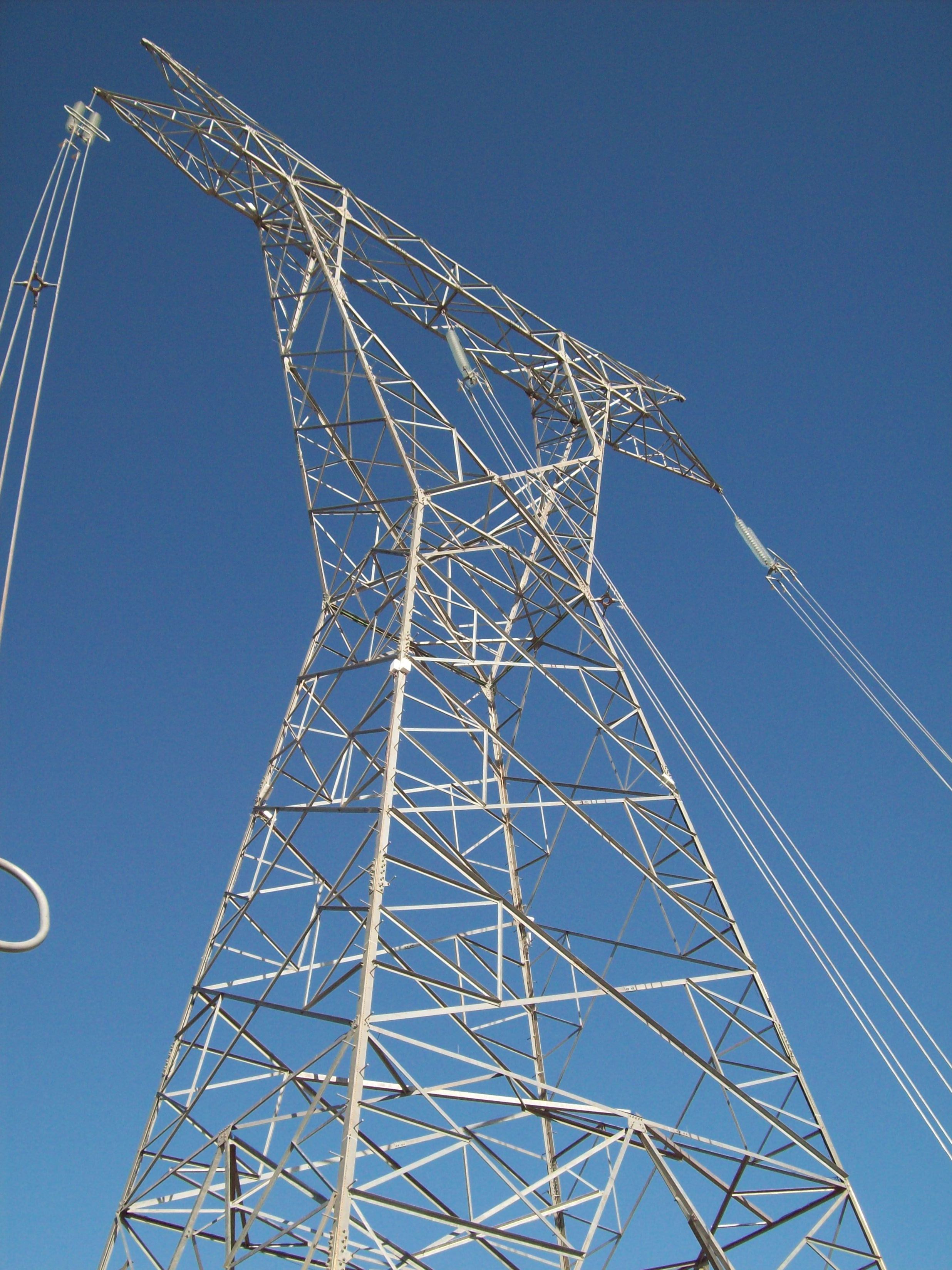
Torre de alta tensión en celosía de acero.

## Tipos de torres
Según su función se pueden clasificar en:
- Torre de suspensión: Sirven solamente para soportar los conductores; son empleadas en las alineaciones rectas.
- Torres de amarre: Se utilizan para proporcionar puntos de amarre cuando no se puede utilizar la suspensión por ahorcamiento (Recomendado hasta 30 Kv y nunca en ángulo).
- Torres de anclaje: Se utilizan para proporcionar puntos firmes en la línea, que limiten e impidan la destrucción total de la misma cuando por cualquier causa se rompa un conductor o apoyo.
- Torres de ángulo: Empleadas para sustentar los conductores en los vértices o ángulos que forma la línea en su trazado.
- Torres de fin de línea: Soportan las tensiones producidas por la línea; son su punto de anclaje de mayor resistencia.
- Torres especiales: con funciones diferentes a las anteriores; pueden ser usadas para cruzar sobre ferrocarril, vías fluviales, líneas de telecomunicación... También son usadas para crear bifurcaciones.
- Torres de Transposición : Este tipo de torres actúan debido a la famosa Corriente de fuga en las líneas de transmisión (ALTA TENSIÓN), estas al tener grandes distancias su corriente de fuga es mayor, es aquí donde se transposiciona las fases (ej. en una torre doble circuito la fase 1 pasa a la 3, la 2 a la 1 y la 3 a la fase 2), cabe recalcar que nunca las fases pueden llegar transposicionadas a la Subestación de destino.

## Diseño

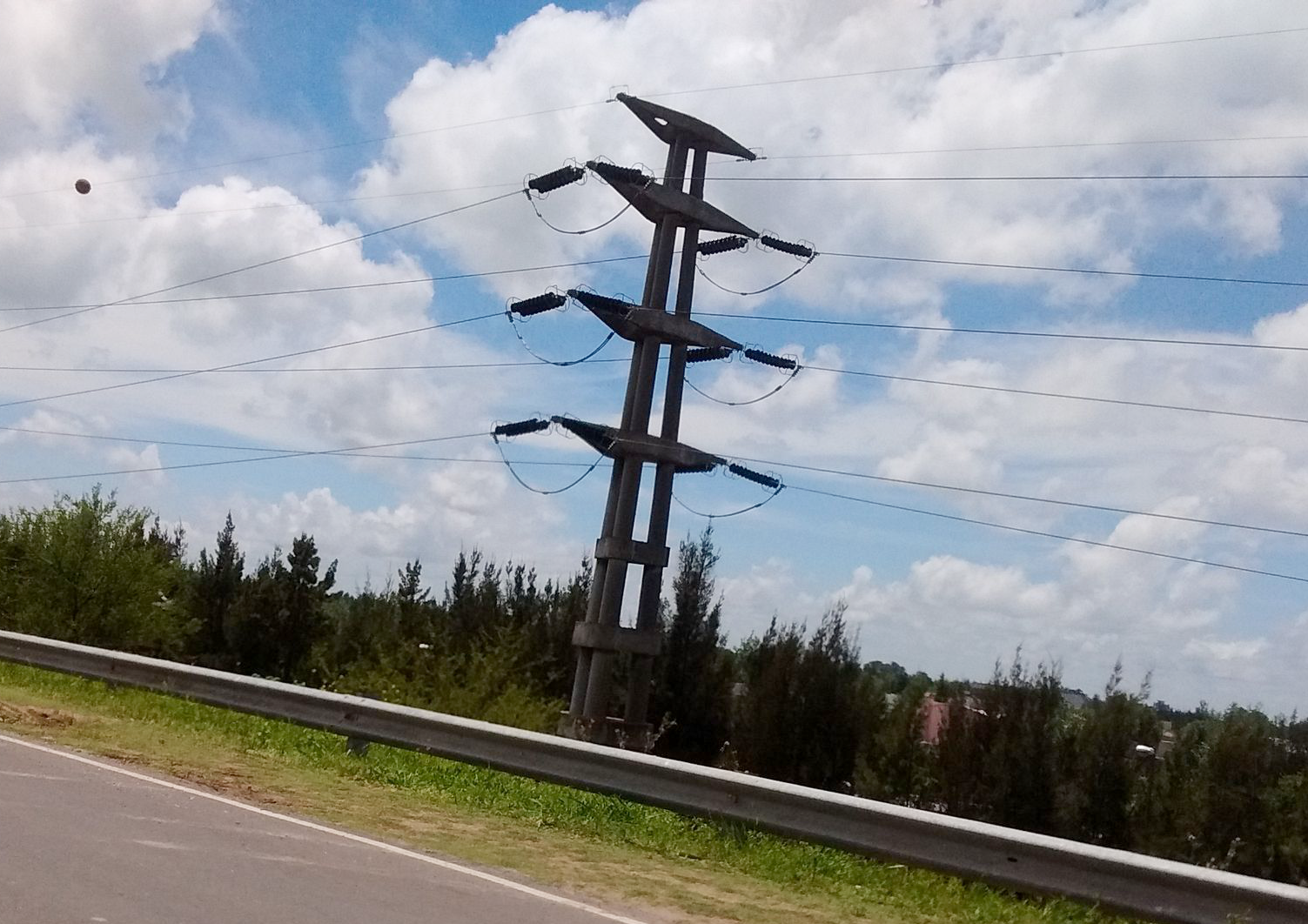
Torre de hormigón en Argentina
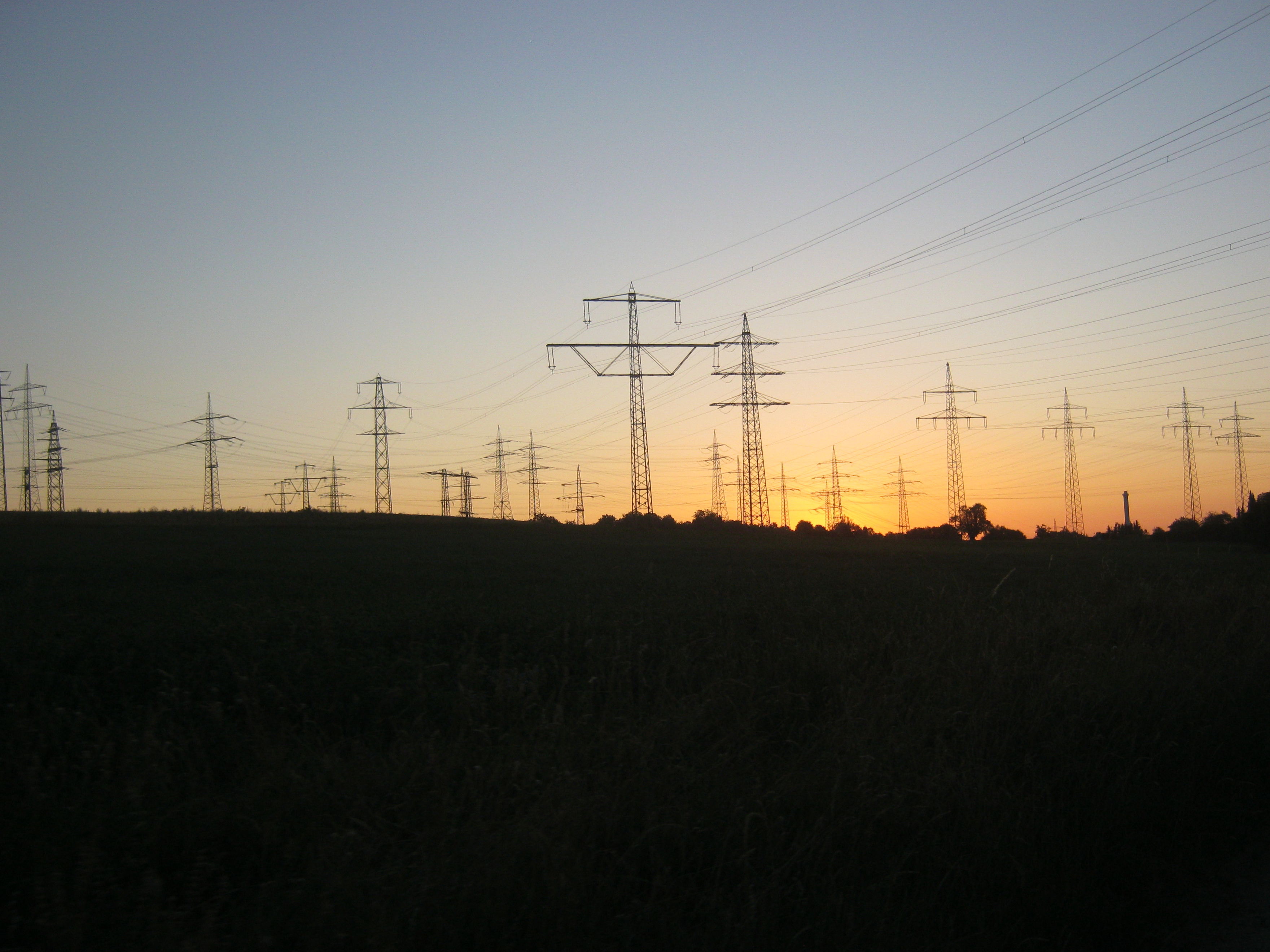
Varias torres en Alemania
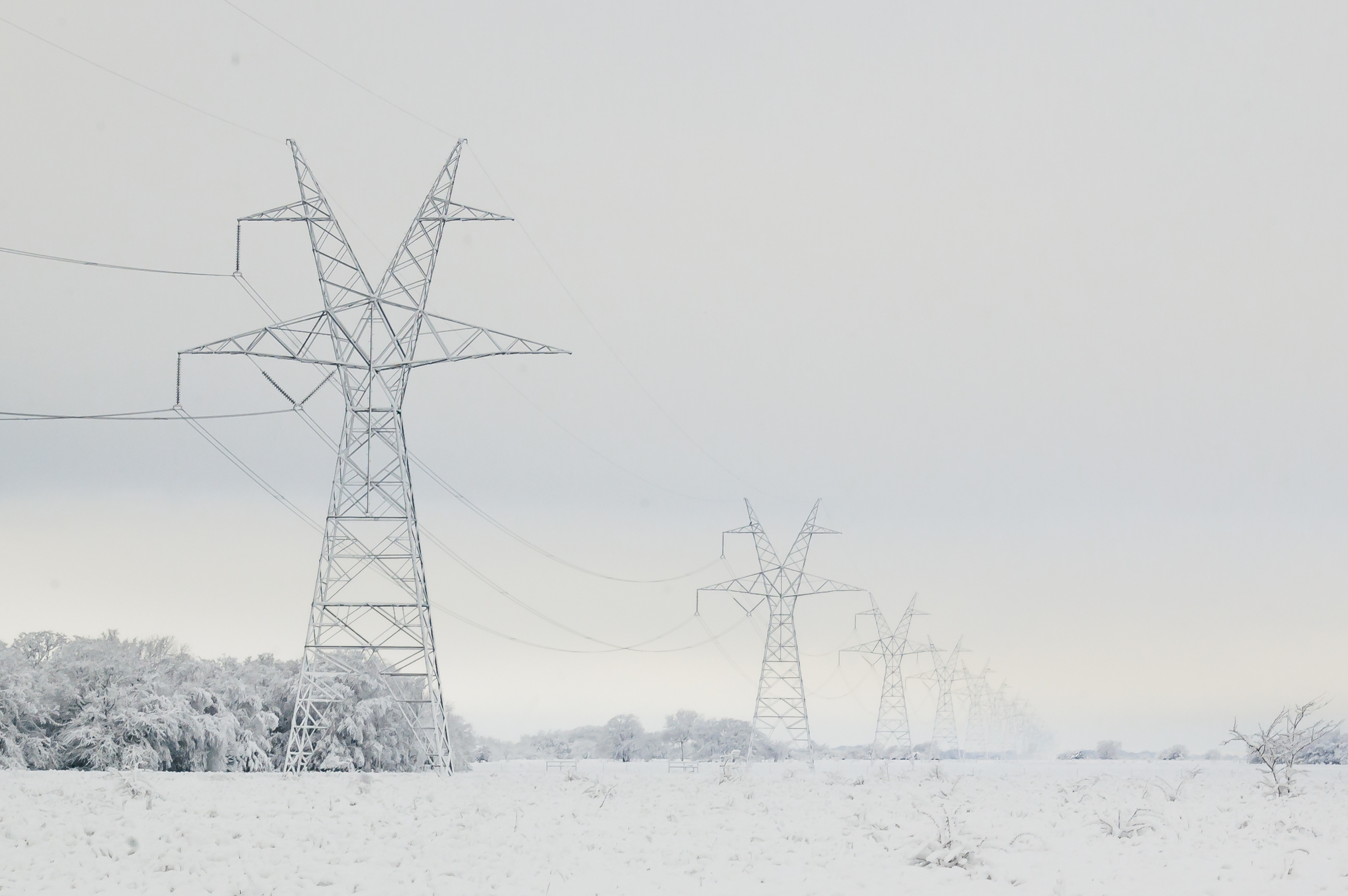
Torres y líneas eléctricas con nieve en el este de Texas
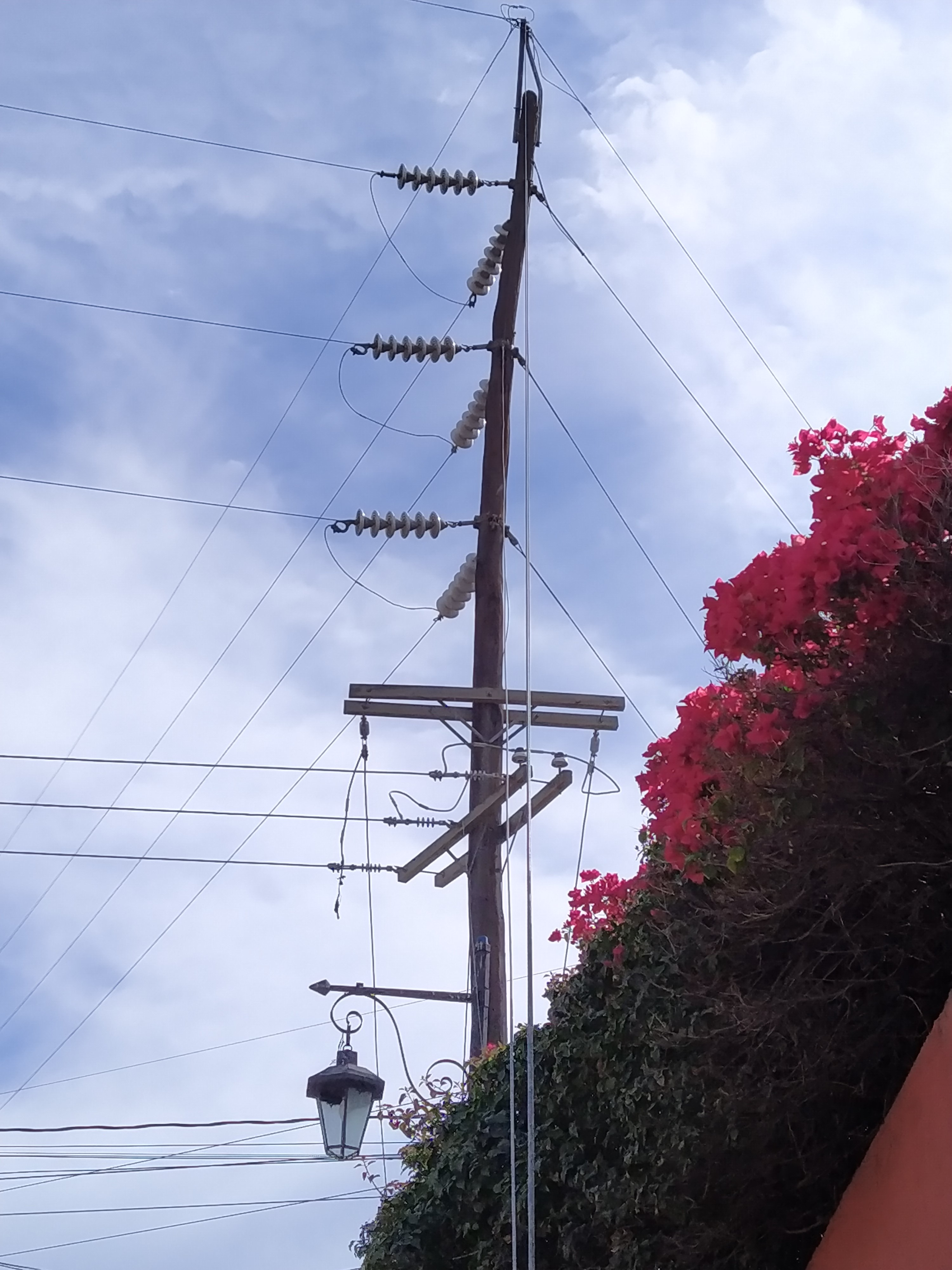
Torre de madera en Guatemala
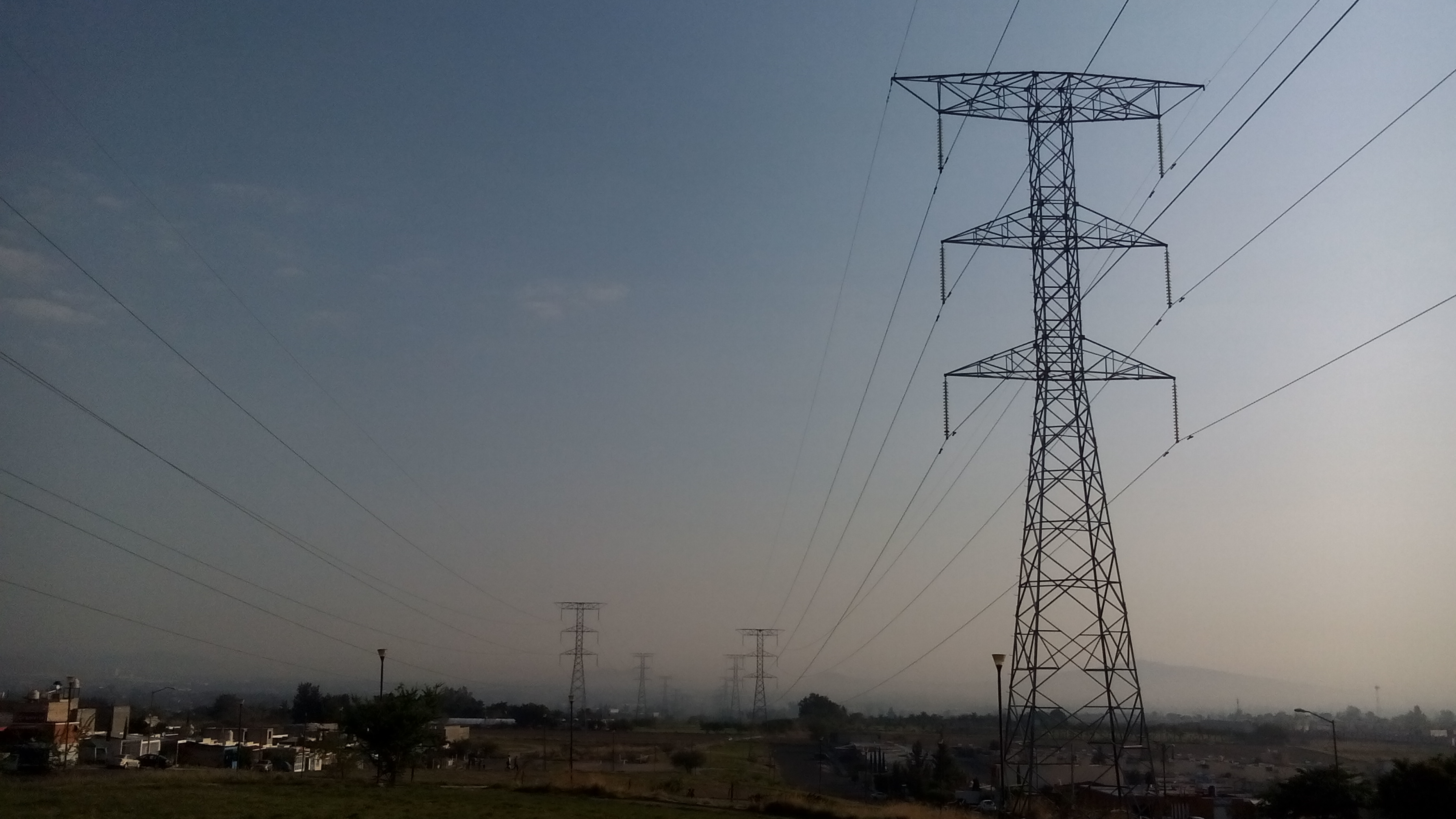
Torres eléctricas en Tlajomulco de Zúñiga hechas de acero.
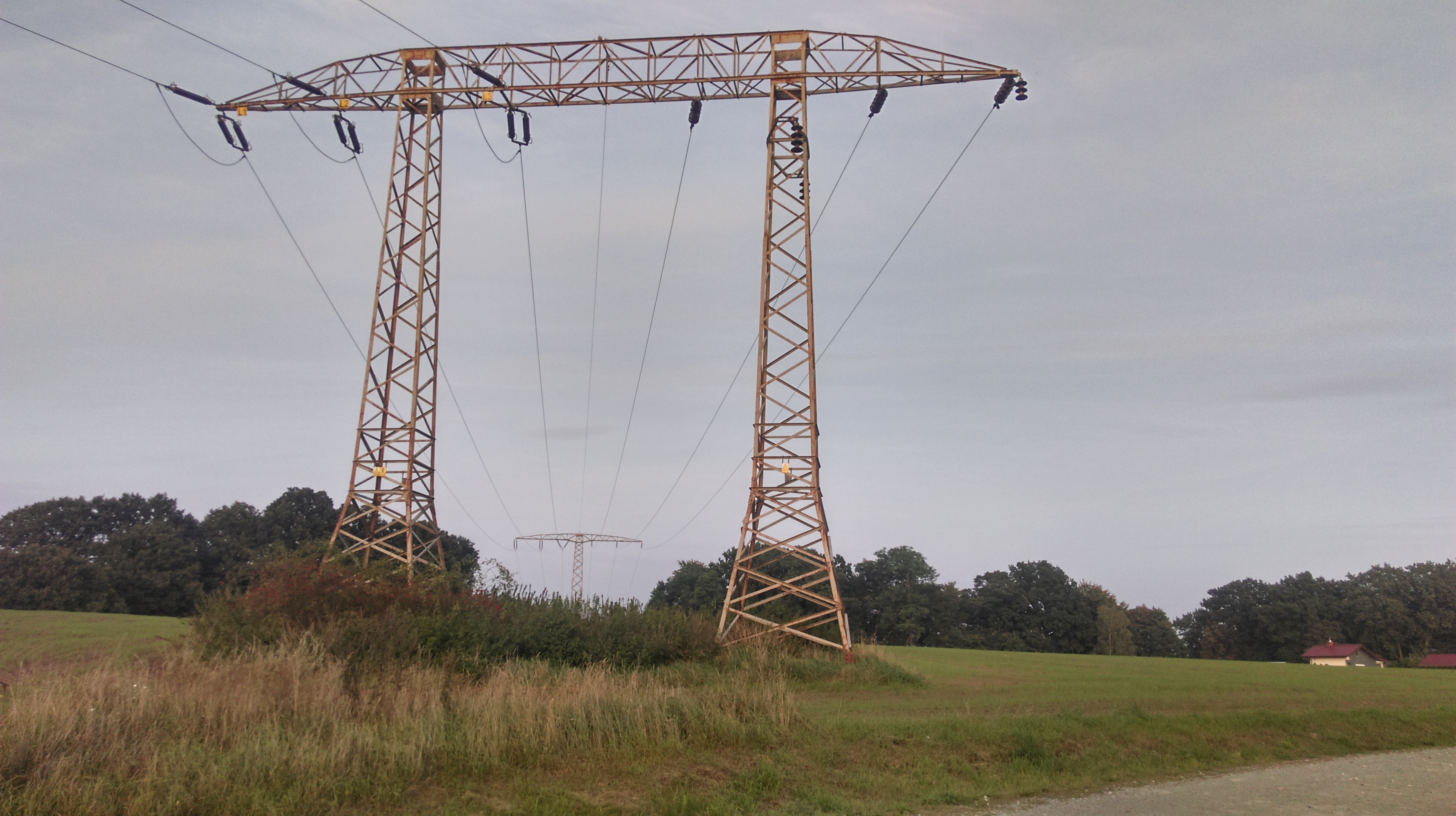
Torre portal para mayor estabilidad

En su diseño se debe tener en cuenta, entre otras, las siguientes consideraciones:
- Número de conductores a sujetar
- Tensión mecánica de los conductores
- Afectación del viento, tanto en conductores como en la estructura de la torre
- Tensión eléctrica (alto voltaje) de los conductores
- Tipo de composición del suelo y/o anclaje
- Implicaciones medioambientales, (fauna, exposición a tormentas, etc)